# Radna etika
Radna etika je skup stavova i ponašanja utemeljeni na vrijednosti rada. Osoba koja posjeduje radnu etiku ima odgovoran odnos prema radu, radne navike, i uvjerenje da je rad sam po sebi dobar i koristan za razvitak pojedinca i zajednicu.
Radna etika se odnosi se na pozitivni stav, marljivu izvedbu i vrjednovanje rada [možda: poštovanje rada, cijenjenje rada?].
Osim toga, radna etika dio je osnovnih vještine i obuhvaća odgovornost i samoinicijativnost.

## Povijest

### Protestantizam
Radna etika se uglavnom povezuje za protestantizam. Sociolog Max Weber u djelu  Protestantska etika i duh kapitalizma  objašnjava pojavu kapitalizma učenjima Lutera i Calvina. Po njima rad nije samo obveza nego i osnovno sredstvo napretka zajednice i spasenja čovjeka. Takvo shvaćanje je iznjedrilo naročit skup vrijednosti poznat kao protestantska radna etika.
U tom smislu vjerska reforma je načinila promjenu, ali ne i prekretnicu u svjetskoj povijesti kako se ponekad može čuti. Radna etika se javlja neovisno od protestantizma u nizu kultura.

### Zajednički kršćanski korijeni
Stavljanjem naglaska na rad, protestantizam se nije udaljio od izvornog kršćanstva. Sam Isus Krist proveo je najveći dio svog zemaljskog života u radu, pomažući Josipu u stolarskim poslovima. Sljedeći njegov primjer, kršćani cijene rad:
- sv. Pavao: "Ako netko neće raditi, neka i ne jede."
- sv. Benedikt: "Radi i moli se." (ora et labora)
- sv. Ignacije Lojolski: "Moli kao da sve ovisi od Boga. Radi kao da sve ovisi od tebe. "

### Stara Grčka i Rim
Robovlasnička društva Grčke i Rima uglavnom se uzimaju kao primjer civilizacija u kojima je rad bio prezren i smatran nedostojnim slobodnog čovjeka. 
- Hesiod: "Nije rad sramota, već lijenost."
- Hesiod: "Ako želiš bogatstvo, poslušaj me i radi, nalažući posao na posao."
- Sokrat: "Nijedan rad nije sramota."
- Periklo: "Nije sramota priznati da si siromašan, sramota je ne boriti se protiv siromaštva radom."
- Sofoklo: "Uspjeh ovisi o trudu."
- Euripid: "Veliki trud, veliki napredak."
- Horacije: "Smrtnicima život ne pruža ništa bez velikog i upornog rada."